# MOL Cup 2023/2024
MOL Cup 2023/24, nebo také Pohár FAČR, byl 31. ročníkem českého fotbalového poháru. Soutěže se zúčastnily profesionální i amatérské fotbalové kluby z České republiky z různých pater systému fotbalových soutěží v ČR.
Název je odvozen od titulárního sponzora, kterým je od sezóny 2015/16 maďarská ropná a plynárenská společnost MOL.

## 1. předkolo
| 22. července 2023 10:15 |       |                                                         |                                                                |
| FC Vratimov             | 2 : 6 | SK BESKYD Frenštát pod Radhoštěm                        | Stadion Vratimov, Vratimov diváci: 150 rozhodčí: David Jurajda |
| Chlopek 70' Benc 81'    |       | 13', 26', 64' Pyclík 34' Ševčík 40' Klimpar 45' Zahaluk | Stadion Vratimov, Vratimov diváci: 150 rozhodčí: David Jurajda |

| 22. července 2023 17:00 |       |                    |                                                                |
| FK Jeseník              | 2 : 0 | MFK Slavoj Bruntál | Sportovní areál, Jeseník diváci: 287 rozhodčí: Pavel Schneider |
| Kysela 48' Cekuras 67'  |       |                    | Sportovní areál, Jeseník diváci: 287 rozhodčí: Pavel Schneider |

| 23. července 2023 17:00              |       |                         |                                                          |
| TJ Nová Ves u Nového Města na Moravě | 1 : 3 | AFC Humpolec            | Nové Město na Moravě diváci: 250 rozhodčí: Jan Nápravník |
| Žák 54'                              |       | 9', 41' Luňáček 16' Och | Nové Město na Moravě diváci: 250 rozhodčí: Jan Nápravník |

| 23. července 2023 17:00     |       |                   |                                                                       |
| FC Kuřim                    | 2 : 0 | FC Velké Meziříčí | Městský fotbalový stadion, Kuřim diváci: 200 rozhodčí: Jakub Machorek |
| Musil 14' Obůrka 41' (pen.) |       |                   | Městský fotbalový stadion, Kuřim diváci: 200 rozhodčí: Jakub Machorek |

| 23. července 2023 17:00             |       |                       |                                                                          |
| TJ Sokol Čechovice                  | 3 : 0 | 1. FC Viktorie Přerov | Fotbalové hřiště Čechovice, Čechovice diváci: 438 rozhodčí: Petr Dorušák |
| Muzikant 1' Šteigl 30' Halouzka 77' |       |                       | Fotbalové hřiště Čechovice, Čechovice diváci: 438 rozhodčí: Petr Dorušák |

| 23. července 2023 17:00                    |       |                |                                                      |
| FC Kostelec na Hané                        | 4 : 1 | 1. HFK Olomouc | Kostelec na Hané diváci: 412 rozhodčí: David Doležal |
| Škrabal 7' Konečný 42' Preisler 45+1', 86' |       | 83' Novotný    | Kostelec na Hané diváci: 412 rozhodčí: David Doležal |

| 23. července 2023 17:00     |       |                                              |                                                               |
| FK Petřvald na Moravě       | 2 : 4 | FC Bílovec                                   | Stadion Petřvald, Petřvald diváci: 250 rozhodčí: Martin Ganaj |
| Vengřinek 15' Bernatský 78' |       | 46', 90+1' Jelen 72' Gajdošík 75' Limanovský | Stadion Petřvald, Petřvald diváci: 250 rozhodčí: Martin Ganaj |

## Předkolo
| 28. července 2023 17:00 |       |                    |                                                                      |
| TJ Slovan Bzenec        | 0 : 3 | TJ Sokol Lanžhot   | Stadion v Zámeckém Parku, Bzenec diváci: 380 rozhodčí: Josef Tomanec |
|                         |       | 3', 33', 86' Burac | Stadion v Zámeckém Parku, Bzenec diváci: 380 rozhodčí: Josef Tomanec |

| 28. července 2023 17:30 |       |                     |                                                                       |
| FC TVD Slavičín         | 0 : 1 | FC Zlínsko          | Stadion FC TVD Slavičín, Slavičín diváci: 170 rozhodčí: David Poláček |
|                         |       | 90+5' (pen.) Dziuba | Stadion FC TVD Slavičín, Slavičín diváci: 170 rozhodčí: David Poláček |

| 29. července 2023 17:30 |       |                                      |                                                                    |
| SK Baťov 1930           | 2 : 4 | FK Hodonín                           | Sportovní areál Baťov, Otrokovice diváci: 222 rozhodčí: Ondřej Vlk |
| Bršlica 35' Skyba 45+1' |       | 36' Langer 38', 58' Holek 75' Puchel | Sportovní areál Baťov, Otrokovice diváci: 222 rozhodčí: Ondřej Vlk |

| 28. července 2023 17:30 |       |                            |                                                                   |
| AFC Humpolec            | 1 : 3 | FC ŽĎAS Žďár nad Sázavou   | Stadion Humpolec, Humpolec diváci: 150 rozhodčí: Ladislav Svoboda |
| Šerý 15'                |       | 9', 70' Novotný 41' Krajčo | Stadion Humpolec, Humpolec diváci: 150 rozhodčí: Ladislav Svoboda |

| 28. července 2023 18:00 |       |                  |                                                          |
| SK Hořovice             | 1 : 2 | Sokol Hostouň    | UMT Hořovice, Hořovice diváci: 300 rozhodčí: Tomáš Švagr |
| Záluský 68'             |       | 15', 90' Etemike | UMT Hořovice, Hořovice diváci: 300 rozhodčí: Tomáš Švagr |

| 28. července 2023 18:00               |       |                |                                                                          |
| FC Slavia Hradec Králové              | 2 : 0 | SK Vysoké Mýto | Areál Orlická kotlina, Hradec Králové diváci: 250 rozhodčí: Vít Melichar |
| Novotný 89' (pen.) Matsaberidze 90+2' |       |                | Areál Orlická kotlina, Hradec Králové diváci: 250 rozhodčí: Vít Melichar |

| 29. července 2023 10:00          |       |                 |                                                                     |
| SK BESKYD Frenštát pod Radhoštěm | 1 : 2 | MFK VÍTKOVICE   | Na Nivách, Frenštát pod Radhoštěm diváci: 180 rozhodčí: Radim Kaloč |
| Martynek 90+2'                   |       | 41', 69' Chylek | Na Nivách, Frenštát pod Radhoštěm diváci: 180 rozhodčí: Radim Kaloč |

| 29. července 2023 10:15                                             |       |             |                                                 |
| TJ Velké Hamry                                                      | 6 : 1 | MFK Trutnov | Velké Hamry diváci: 80 rozhodčí: Karel Hanousek |
| Linka 8' Žitka 18' Štěpánek 24' Svrček 76' Vyčítal 83' Rudolf 90+3' |       | 87' Kruliš  | Velké Hamry diváci: 80 rozhodčí: Karel Hanousek |

| 29. července 2023 10:15                     |            |                                                     |                                            |
| FK Olympie Březová                          | 4 : 5 (PP) | FC VIKTORIA Mariánské Lázně                         | Březová diváci: 160 rozhodčí: Martin Hányš |
| Martinec 10', 94' (pen.) Kravar 61' Číž 67' |            | 36', 100' Skopový D. 90', 112' Skopový M. 86' Holub | Březová diváci: 160 rozhodčí: Martin Hányš |

| 29. července 2023 10:15         |       |                |                                            |
| SK PETŘÍN PLZEŇ                 | 2 : 1 | FK HVĚZDA CHEB | Plzeň diváci: 150 rozhodčí: Helena Šálková |
| Vodrážka 42' Demeter 74' (pen.) |       | 38' Znak       | Plzeň diváci: 150 rozhodčí: Helena Šálková |

| 29. července 2023 10:15    |            |                                         |                                        |
| TJ SK Hřebeč               | 3 : 4 (PP) | SK Újezd Praha 4                        | Hřebeč diváci: 428 rozhodčí: Jan Beneš |
| Lukič 21', 50' Grobár 108' |            | 31', 67' Jankú 100' Simaichl 108' Valeš | Hřebeč diváci: 428 rozhodčí: Jan Beneš |

| 29. července 2023 10:15 |       |                             |                                             |
| TJ Spoje Praha          | 1 : 3 | SK Benátky nad Jizerou      | Praha 3 diváci: 50 rozhodčí: Michal Chládek |
| Horskij 42'             |       | 27', 68' Hell 84' Jarošenko | Praha 3 diváci: 50 rozhodčí: Michal Chládek |

| 29. července 2023 10:30                                                       |       |           |                                                          |
| FK ROBSTAV Přeštice                                                           | 8 : 0 | FK Ostrov | TJ Přeštice, Přeštice diváci: 150 rozhodčí: Pavel Rejžek |
| Štursa 31', 53' Zeman 55' (pen.) Havel 63', 83' Sow 75', 80' Chocholoušek 88' |       |           | TJ Přeštice, Přeštice diváci: 150 rozhodčí: Pavel Rejžek |

| 29. července 2023 15:00 |       |            |                                                                |
| FK SK Polanka nad Odrou | 0 : 1 | FC HLUČÍN  | Stadion FK SK Polanka, Ostrava diváci: 230 rozhodčí: Jan Krupa |
|                         |       | 32' Smékal | Stadion FK SK Polanka, Ostrava diváci: 230 rozhodčí: Jan Krupa |

| 29. července 2023 16:00 |       |             |                                         |
| TJ Sokol Nespeky        | 2 : 1 | FK Komárov  | Nespeky diváci: 245 rozhodčí: Jan Švorc |
| Turek 16' Vojkůvka 78'  |       | 89' Lehedza | Nespeky diváci: 245 rozhodčí: Jan Švorc |

| 29. července 2023 17:00 |       |                                            |                                                                  |
| FK Tachov               | 1 : 3 | SK Klatovy 1898                            | Městský stadion Tachov, Tachov diváci: 230 rozhodčí: Jakub Hodek |
| Braun 16'               |       | 45' Lukeš 56' Krejčiřík 70' (vl.) Umanskij | Městský stadion Tachov, Tachov diváci: 230 rozhodčí: Jakub Hodek |

| 29. července 2023 17:00 |       |                                   |                                              |
| TJ Skaštice             | 0 : 3 | FC Slovan Rosice                  | Skaštice diváci: 70 rozhodčí: Jaroslav Kolář |
|                         |       | 4' Novák 63' Přerovský 90' Matula | Skaštice diváci: 70 rozhodčí: Jaroslav Kolář |

| 29. července 2023 17:00 |       |                         |                                                                      |
| FK LETOHRAD             | 0 : 2 | FC Hlinsko              | Stadion v Šedivské ulici, Letohrad diváci: 120 rozhodčí: Vít Šťastný |
|                         |       | 10' Jančura 53' Jeřábek | Stadion v Šedivské ulici, Letohrad diváci: 120 rozhodčí: Vít Šťastný |

| 29. července 2023 17:00 |       |                        |                                                 |
| TJ Spartak Chrastava    | 0 : 2 | FK Turnov              | Chrastava diváci: 300 rozhodčí: Lubomír Řeháček |
|                         |       | 44' Vencbauer 77' Malý | Chrastava diváci: 300 rozhodčí: Lubomír Řeháček |

| 29. července 2023 17:00 |       |                                                                    |                                                                      |
| TJ Břidličná            | 0 : 6 | SK Uničov                                                          | Stadion Břidličná, Břidličná diváci: 100 rozhodčí: Tomáš Ehrenberger |
|                         |       | 26' Krč 28', 31' Komenda 38' Vichta 63' (pen.) Javůrek 84' Svoboda | Stadion Břidličná, Břidličná diváci: 100 rozhodčí: Tomáš Ehrenberger |

| 29. července 2023 17:00 |       |                             |                                                                               |
| FC TEMPO PRAHA          | 2 : 3 | SK Kladno                   | Sportovní areál FC Tempo Praha, Praha 4 diváci: 250 rozhodčí: Vojtěch Severýn |
| Klouček 23' Schwank 84' |       | 2' Šnobl 27' Houha 74' Šíma | Sportovní areál FC Tempo Praha, Praha 4 diváci: 250 rozhodčí: Vojtěch Severýn |

| 29. července 2023 17:00 |       |                              |                                                |
| FC Bílovec              | 0 : 3 | FK Frýdek-Místek             | Bílovec diváci: 150 rozhodčí: Michal Broskevič |
|                         |       | 2', 45' Massaniec 90' Šponer | Bílovec diváci: 150 rozhodčí: Michal Broskevič |

| 29. července 2023 17:00                          |            |                   |                                                                        |
| SK Jiskra Rýmařov                                | 3 : 2 (PP) | FK Krnov          | Stadion SK Jiskra Rýmařov, Rýmařov diváci: 310 rozhodčí: Martin Šafrán |
| Igbinoba 67' (vl.) Furik 73' (pen.) Tihelka 120' |            | 20', 49' Havlíček | Stadion SK Jiskra Rýmařov, Rýmařov diváci: 310 rozhodčí: Martin Šafrán |

| 29. července 2023 17:00 |       |                                                                                 |                                              |
| FC Libišany             | 3 : 9 | RMSK Cidlina Nový Bydžov                                                        | Libišany diváci: 250 rozhodčí: Jakub Matějka |
| Kraják 4', 27', 76'     |       | 10', 58' Filip 19', 22' Blažek 32', 85' Bekera 46', 54' (pen.) Voldán 83' Horák | Libišany diváci: 250 rozhodčí: Jakub Matějka |

| 29. července 2023 17:00 |            |                  |                                                               |
| SFK ELKO Holešov        | 2 : 1 (PP) | ČSK Uherský Brod | Stadion Střelnice, Holešov diváci: 300 rozhodčí: Luboš Drozdy |
| Uhřík 40', 92'          |            | 46' Bulko        | Stadion Střelnice, Holešov diváci: 300 rozhodčí: Luboš Drozdy |

| 29. července 2023 17:00 |       |                                                         |                                                       |
| FC Kostelec na Hané     | 0 : 8 | TJ Tatran Bohunice                                      | Kostelec na Hané diváci: 320 rozhodčí: Kamil Prokůpek |
|                         |       | 1', 3', 43', 62' Ševčík 16', 50', 67' Burčík 29' Šmerda | Kostelec na Hané diváci: 320 rozhodčí: Kamil Prokůpek |

| 29. července 2023 17:00                        |       |                          |                                                                    |
| TJ MILO Olomouc                                | 5 : 3 | FK Blansko               | Stadion FK Nové Sady, Olomouc diváci: 150 rozhodčí: Adam Mikulášek |
| Fládr 2' Ambrož 22', 56' Sobek 35' Kubušek 44' |       | 8' Černý 14', 18' Sedlák | Stadion FK Nové Sady, Olomouc diváci: 150 rozhodčí: Adam Mikulášek |

| 29. července 2023 17:00 |            |                        |                                             |
| FK Rokycany             | 1 : 2 (PP) | SK SENCO Doubravka     | Rokycany diváci: 320 rozhodčí: Václav Kubec |
| Procházka 89'           |            | 34' Blažek 120' Krejčí | Rokycany diváci: 320 rozhodčí: Václav Kubec |

| 29. července 2023 17:00           |       |                 |                                                                      |
| FC CHOMUTOV                       | 3 : 1 | SK Aritma Praha | Stadion FK Chmel Blšany, Blšany diváci: 150 rozhodčí: Milan Matějček |
| Janošík 45' Nobst 61' Kopta 90+3' |       | 66' Červený     | Stadion FK Chmel Blšany, Blšany diváci: 150 rozhodčí: Milan Matějček |

| 29. července 2023 17:30 |       |               |                                                                      |
| TATRAN Všechovice       | 0 : 1 | SK Hranice    | Stadion Všechovice, Všechovice diváci: 300 rozhodčí: Michal Pospíšil |
|                         |       | 90+2' Opatřil | Stadion Všechovice, Všechovice diváci: 300 rozhodčí: Michal Pospíšil |

| 29. července 2023 18:00                                                           |       |                      |                                                                                 |
| FC Vsetín                                                                         | 7 : 1 | TJ Valašské Meziříčí | Fotbalový stadion na Tyršově ulici, Vsetín diváci: 290 rozhodčí: Michal Grečmal |
| Strachoň 9' Bahounek 19' Otepka 30' Zbranek 48' Hruška 57' Stuchlík 64' Vítek 75' |       | 79' Koleček          | Fotbalový stadion na Tyršově ulici, Vsetín diváci: 290 rozhodčí: Michal Grečmal |

| 30. července 2023 11:15   |       |                   |                                            |
| TJ Řepiště                | 3 : 1 | FK Nový Jičín     | Řepiště diváci: 850 rozhodčí: Erik Tvardek |
| Byrtus 40' Veseý 67', 84' |       | 81' (pen.) Magdon | Řepiště diváci: 850 rozhodčí: Erik Tvardek |

| 30. července 2023 17:00 |       |                   |                                                         |
| MFK Havířov             | 2 : 1 | FK Bospor Bohumín | Stadion Dukla, Havířov diváci: 280 rozhodčí: Jiří Sklář |
| Wojnar 26' Piekos 56'   |       | 23' Kubík         | Stadion Dukla, Havířov diváci: 280 rozhodčí: Jiří Sklář |

| 30. července 2023 17:00 |       |                             |                                                                                  |
| FK Maraton Pelhřimov    | 0 : 2 | FC Slovan Havlíčkův Brod    | Sportovní areál v Nádražní ulici, Pelhřimov diváci: 315 rozhodčí: Patrik Svoboda |
|                         |       | 45' Fikar 78' (pen.) Coufal | Sportovní areál v Nádražní ulici, Pelhřimov diváci: 315 rozhodčí: Patrik Svoboda |

| 30. července 2023 17:00     |            |                       |                                            |
| SK Baník Modlany            | 2 : 2 (PP) | SK Štětí              | Modlany diváci: 400 rozhodčí: Petr Kolátor |
| Formánek 36' Rollinger 114' |            | 7', 105+1' Alberovský | Modlany diváci: 400 rozhodčí: Petr Kolátor |

|  |         | Penaltový rozstřel |
|  | 13 : 14 |                    |

| 30. července 2023 17:00 |       |          |                                                                        |
| SK Český Brod           | 2 : 0 | SK Slaný | Sportovní areál Na Kutilce, Český Brod diváci: 210 rozhodčí: Aleš Mach |
| Lohojda 60' Moravec 80' |       |          | Sportovní areál Na Kutilce, Český Brod diváci: 210 rozhodčí: Aleš Mach |

| 30. července 2023 17:00         |       |                                             |                                                         |
| TJ Sokol Tasovice               | 3 : 5 | TJ START Brno                               | Tasanda, Tasovice diváci: 400 rozhodčí: Marek Malimánek |
| Garčic 6' Lapeš 50' Moravec 80' |       | 17' Zikl 18' Duda 34', 58' Havlín 57' Sedlo | Tasanda, Tasovice diváci: 400 rozhodčí: Marek Malimánek |

| 30. července 2023 17:00 |       |                               |                                                              |
| TJ UNIE HLUBINA         | 2 : 1 | 1. BFK Frýdlant nad Ostravicí | Stadion Hlubina, Ostrava diváci: 355 rozhodčí: Simon Vejtasa |
| Badalyan 38', 73'       |       | 22' (pen.) Svatonský          | Stadion Hlubina, Ostrava diváci: 355 rozhodčí: Simon Vejtasa |

| 30. července 2023 17:00 |            |                     |                                                         |
| TJ Hluboká nad Vltavou  | 1 : 1 (PP) | TJ Spartak Soběslav | Hluboká nad Vltavou diváci: 250 rozhodčí: Martin Havlík |
| Rubick 78'              |            | 44' Vítovec         | Hluboká nad Vltavou diváci: 250 rozhodčí: Martin Havlík |

|  |       | Penaltový rozstřel |
|  | 3 : 4 |                    |

| 30. července 2023 17:00 |       |                                                      |                                               |
| Spartak Průhonice       | 0 : 6 | SK Benešov                                           | Průhonice diváci: 265 rozhodčí: Tomáš Nejedlo |
|                         |       | 22', 43', 87' Tomek 51' Nešpor 58' Vosáhlo 89' Bílek | Průhonice diváci: 265 rozhodčí: Tomáš Nejedlo |

| 30. července 2023 17:00                                       |       |                                  |                                                             |
| FC Strání                                                     | 5 : 3 | MSK Břeclav                      | Stadion Strání, Strání diváci: 400 rozhodčí: Martin Štipčák |
| Michalec 16' Vocílka 34' (vl.) Nomilner 47' Miklovič 53', 65' |       | 27' Hloch 29' Malacka 64' Ryšavý | Stadion Strání, Strání diváci: 400 rozhodčí: Martin Štipčák |

| 30. července 2023 17:00 |       |                                                                    |                                                                           |
| TJ Sokol Čechovice      | 1 : 5 | FK KOZLOVICE                                                       | Fotbalové hřiště Čechovice, Čechovice diváci: 540 rozhodčí: Adam Slováček |
| Řehák 11'               |       | 21' Halouzka 24' (pen.) Nekuda 52' Kozák 86' Smolka 90+2' Vyhlídal | Fotbalové hřiště Čechovice, Čechovice diváci: 540 rozhodčí: Adam Slováček |

| 30. července 2023 17:00 |       |                   |                                                              |
| FK Jeseník              | 0 : 2 | FK Šumperk        | Sportovní areál, Jeseník diváci: 450 rozhodčí: Vojtěch Banot |
|                         |       | 23', 38' Ostrovka | Sportovní areál, Jeseník diváci: 450 rozhodčí: Vojtěch Banot |

| 30. července 2023 17:00 |            |                           |                                                                     |
| FSC Stará Říše          | 0 : 2 (PP) | 1. SC Znojmo FK           | Fotbalový stadion, Stará Říše diváci: 185 rozhodčí: Jaroslav Jahoda |
|                         |            | 101', 109' Gomes Ferreira | Fotbalový stadion, Stará Říše diváci: 185 rozhodčí: Jaroslav Jahoda |

| 30. července 2023 17:00 |       |                             |                                                           |
| TJ Dálnice Speřice      | 0 : 2 | TATRAN Ždírec nad Doubravou | Stadion Speřice, Jiřice diváci: 250 rozhodčí: Roman Fabeš |
|                         |       | 33', 90+5' Vopršál          | Stadion Speřice, Jiřice diváci: 250 rozhodčí: Roman Fabeš |

| 30. července 2023 17:00 |       |                                    |                                                                   |
| FC Kuřim                | 1 : 2 | SFK Vrchovina Nové Město na Moravě | Městský fotbalový stadion, Kuřim diváci: 160 rozhodčí: Karel Kříž |
| Malý 57'                |       | 26' Duba 82' Švanda                | Městský fotbalový stadion, Kuřim diváci: 160 rozhodčí: Karel Kříž |

## 1. kolo
| 2. srpna 2023 18:00 |       |                       |                                                                             |
| FK Turnov           | 1 : 2 | FK Arsenal Česká Lípa | Fotbalový stadion v Koškově ulici, Turnov diváci: 200 rozhodčí: Marek Pilný |
| Tobiáš 85'          |       | 77' Nosek 82' Bulejko | Fotbalový stadion v Koškově ulici, Turnov diváci: 200 rozhodčí: Marek Pilný |

| 8. srpna 2023 18:00           |            |                         |                                                               |
| TJ Sokol Lanžhot              | 2 : 2 (PP) | TJ Start Brno           | Stadion Na Šlajsi, Lanžhot diváci: 380 rozhodčí: Jan Zapletal |
| Krč 20' Balážik 105+2' (pen.) |            | 58' Havlín 101' Matulka | Stadion Na Šlajsi, Lanžhot diváci: 380 rozhodčí: Jan Zapletal |

|  |       | Penaltový rozstřel |
|  | 5 : 3 |                    |

| 8. srpna 2023 18:00 |       |                                                        |                                              |
| SK SENCO Doubravka  | 1 : 4 | TJ Jiskra Domažlice                                    | Doubravka diváci: 300 rozhodčí: Michal Paták |
| Patrovský 47'       |       | 41' (pen.) Fillo 45' Fedak 56' Aubrecht 86' V. Svoboda | Doubravka diváci: 300 rozhodčí: Michal Paták |

| 9. srpna 2023 17:00 |        | |                                                |
| TJ Řepiště          | 0 : 26 | 1. SK Prostějov | Řepiště diváci: 313 rozhodčí: Stanislav Voplek |
|                     |        | 10' Koudelka 15', 17', 34', 35', 43', 47', 51', 64', 71', 84', 87' Silný 17', 36', 60' Cienciala 31' Bartoš 32' Slaměna 40', 42' Jaroň 55', 74', 86' Bartolomeu 59', 82', 90' Moučka 68' Zapletal | Řepiště diváci: 313 rozhodčí: Stanislav Voplek |

| 9. srpna 2023 17:00         |       |                                                   |                                                                            |
| TATRAN Ždírec nad Doubravou | 1 : 4 | FC Zbrojovka Brno                                 | Stadion SK Tatran, Ždírec nad Doubravou diváci: 770 rozhodčí: Jan Machálek |
| M. Svoboda 41'              |       | 3' Gaszczyk 23' Hladík 71' Granečný 78' Musa Alli | Stadion SK Tatran, Ždírec nad Doubravou diváci: 770 rozhodčí: Jan Machálek |

| 9. srpna 2023 18:00 |            |                        |                                                              |
| FK Čáslav           | 1 : 2 (PP) | FK Admira Praha        | Stadion Pod hrádkem, Čáslav diváci: 270 rozhodčí: Jan Kvaček |
| Bašek 68'           |            | 18' Lauko 101' Burýšek | Stadion Pod hrádkem, Čáslav diváci: 270 rozhodčí: Jan Kvaček |

| 9. srpna 2023 18:00 |       |                  |                                                               |
| MFK Havířov         | 0 : 2 | TJ UNIE HLUBINA  | Stadion Dukla, Havířov diváci: 350 rozhodčí: Tomáš Mankovecký |
|                     |       | 5', 30' Badalyan | Stadion Dukla, Havířov diváci: 350 rozhodčí: Tomáš Mankovecký |

| 9. srpna 2023 18:00                   |       |                        |                                                         |
| FC VIKTORIA Mariánské Lázně           | 4 : 0 | FC Slavia Karlovy Vary | Mariánské Lázně diváci: 250 rozhodčí: Michaela Pachtová |
| Beránek 9' Hošek 38' Kapolka 67', 82' |       |                        | Mariánské Lázně diváci: 250 rozhodčí: Michaela Pachtová |

| 9. srpna 2023 18:00 |       |                                                |                                                                                     |
| MFK VÍTKOVICE       | 0 : 4 | FK TŘINEC                                      | Tréninkové centrum Vítek v Ostravě - Jih, Ostrava diváci: 220 rozhodčí: Radim Kaloč |
|                     |       | 7' Dedič 41' Zinhasovič 56' Machuča 78' Barkov | Tréninkové centrum Vítek v Ostravě - Jih, Ostrava diváci: 220 rozhodčí: Radim Kaloč |

| 9. srpna 2023 18:00  |       |                         |                                                                      |
| FK Brandýs nad Labem | 0 : 2 | FK Chlumec nad Cidlinou | Na Spořilově, Brandýs nad Labem diváci: 210 rozhodčí: Milan Matějček |
|                      |       | 51' Slavík 67' Bastin   | Na Spořilově, Brandýs nad Labem diváci: 210 rozhodčí: Milan Matějček |

| 9. srpna 2023 18:00      |       |                                                                        |                                                                     |
| FC Slovan Havlíčkův Brod | 0 : 8 | FC Vysočina Jihlava                                                    | Stadion Na Losích, Havlíčkův Brod diváci: 580 rozhodčí: Marek Bělák |
|                          |       | 23', 32', 82' Tall 53' (pen.) Vedral 76' Miška 88' Franěk 90' Ogiomade | Stadion Na Losích, Havlíčkův Brod diváci: 580 rozhodčí: Marek Bělák |

| 9. srpna 2023 18:00     |       |                                                                      |                                                                                      |
| FK Slavoj Český Krumlov | 0 : 7 | FC Sellier & Bellot Vlašim                                           | Areál FK Slavoj Český Krumlov, Český Krumlov diváci: 290 rozhodčí: Vojtěch Opočenský |
|                         |       | 14', 32' Toula 35', 45', 60' (pen.) Biegon 49' Heppner 81' Singhateh | Areál FK Slavoj Český Krumlov, Český Krumlov diváci: 290 rozhodčí: Vojtěch Opočenský |

| 9. srpna 2023 18:00     |       |                      |                                                                  |
| FK Neratovice-Byškovice | 0 : 1 | FK Baník Most - Souš | Stadion Neratovice, Neratovice diváci: 200 rozhodčí: Jiří Polena |
|                         |       | 11' Krukowski        | Stadion Neratovice, Neratovice diváci: 200 rozhodčí: Jiří Polena |

| 9. srpna 2023 18:00 |       |                        |                                                     |
| SK OTAVA Katovice   | 1 : 2 | FK Příbram             | U lesa, Katovice diváci: 686 rozhodčí: Tomáš Ulrich |
| Požárek 79'         |       | 46' Vokřínek 56' Nečas | U lesa, Katovice diváci: 686 rozhodčí: Tomáš Ulrich |

| 9. srpna 2023 18:00 |       |                                              |                                                                      |
| Sokol Hostouň       | 1 : 4 | FK Dukla Praha                               | Stadion Vojtěcha Zeithamla, Hostouň diváci: 823 rozhodčí: Adam Trska |
| Kosík 81'           |       | 81' Červenka 81' Škoda 81' Douděra 81' Kozel | Stadion Vojtěcha Zeithamla, Hostouň diváci: 823 rozhodčí: Adam Trska |

| 9. srpna 2023 18:00               |       |                                   |                                                           |
| SK Štětí                          | 2 : 3 | FK VIAGEM Ústí nad Labem          | Stadion SK Štětí, Štětí diváci: 305 rozhodčí: Vojtěch Míč |
| Alberovský 42' Pokorný 88' (pen.) |       | 13', 27' Ouattara 90+2' F. Gedeon | Stadion SK Štětí, Štětí diváci: 305 rozhodčí: Vojtěch Míč |

| 9. srpna 2023 18:00 |       |                                                |                                                        |
| SK Klatovy 1898     | 1 : 6 | FC SILON Táborsko                              | Na Rozvoji, Klatovy diváci: 450 rozhodčí: Josef Krejsa |
| Presl 81'           |       | 5', 56', 71' Svatek 59', 76' Kalousek 63' Mach | Na Rozvoji, Klatovy diváci: 450 rozhodčí: Josef Krejsa |

| 9. srpna 2023 18:00 |       |                   |                                             |
| SK Újezd Praha 4    | 0 : 1 | TJ Slovan Velvary | Praha 4 diváci: 110 rozhodčí: Erik Hlaváček |
|                     |       | 59' Kott          | Praha 4 diváci: 110 rozhodčí: Erik Hlaváček |

| 9. srpna 2023 18:00 |       |                                |                                                                            |
| SK Český Brod       | 0 : 3 | FK Loko Vltavín                | Sportovní areál Na Kutilce, Český Brod diváci: 212 rozhodčí: Zdeněk Štípek |
|                     |       | 42' Michl 61' Boček 86' Maione | Sportovní areál Na Kutilce, Český Brod diváci: 212 rozhodčí: Zdeněk Štípek |

| 9. srpna 2023 18:00 |       |                |                                                                 |
| SK Kladno           | 1 : 0 | FK Králův Dvůr | Stadion Františka Kloze, Kladno diváci: 350 rozhodčí: Jan Beneš |
| Hampl 84'           |       |                | Stadion Františka Kloze, Kladno diváci: 350 rozhodčí: Jan Beneš |

| 9. srpna 2023 18:00  |            |                            |                                                                       |
| FK Hodonín           | 2 : 2 (PP) | MFK Vyškov                 | Stadion U Červených domků, Hodonín diváci: 457 rozhodčí: Jiří Julínek |
| Holek 88' Mihál 105' |            | 73' Kanakimana 98' Metsoko | Stadion U Červených domků, Hodonín diváci: 457 rozhodčí: Jiří Julínek |

|  |       | Penaltový rozstřel |
|  | 3 : 5 |                    |

| 9. srpna 2023 18:00                          |       |                 |                                                                  |
| SFK ELKO Holešov                             | 4 : 1 | TJ MILO Olomouc | Stadion Střelnice, Holešov diváci: 400 rozhodčí: Marek Malimánek |
| Jadrníček 40' M. Kovář 74', 82' Semenyna 84' |       | 43' Rus         | Stadion Střelnice, Holešov diváci: 400 rozhodčí: Marek Malimánek |

| 9. srpna 2023 18:00 |       |                   |                                                                       |
| FC Hlinsko          | 1 : 0 | TJ Sokol Živanice | Sportovní areál Olšinky, Hlinsko diváci: 380 rozhodčí: Martin Nenadál |
| Křižák 71'          |       |                   | Sportovní areál Olšinky, Hlinsko diváci: 380 rozhodčí: Martin Nenadál |

| 9. srpna 2023 18:00                    |       |              |                                                                             |
| FC Vsetín                              | 3 : 1 | FK KOZLOVICE | Fotbalový stadion na Tyršově ulici, Vsetín diváci: 202 rozhodčí: Tomáš Malý |
| Stuchlík 23' Otepka 68' Strachoň 90+1' |       | 62' Smolka   | Fotbalový stadion na Tyršově ulici, Vsetín diváci: 202 rozhodčí: Tomáš Malý |

| 9. srpna 2023 18:00      |       |                         |                                                                        |
| FC Slavia Hradec Králové | 0 : 2 | MFK Chrudim             | Areál Orlická kotlina, Hradec Králové diváci: 420 rozhodčí: Jan Petřík |
|                          |       | 56' Záviška 63' Novotný | Areál Orlická kotlina, Hradec Králové diváci: 420 rozhodčí: Jan Petřík |

| 9. srpna 2023 18:00 |       |                     |                                           |
| SK PETŘÍN PLZEŇ     | 2 : 1 | FK ROBSTAV Přeštice | Plzeň diváci: 580 rozhodčí: Miroslav Duda |
| Lisý 9' Demeter 85' |       | 81' Sow             | Plzeň diváci: 580 rozhodčí: Miroslav Duda |

| 9. srpna 2023 18:00 |       |                           |                                                                                 |
| FC CHOMUTOV         | 0 : 2 | SK Sokol Brozany          | Letní stadion na Zadních Vinohradech, Chomutov diváci: 475 rozhodčí: Tomáš Baum |
|                     |       | 16' Strada 90+1' Chukwuma | Letní stadion na Zadních Vinohradech, Chomutov diváci: 475 rozhodčí: Tomáš Baum |

| 9. srpna 2023 18:00                                           |            |                                |                                               |
| TJ Sokol Nespeky                                              | 6 : 3 (PP) | FK Motorlet Praha              | Nespeky diváci: 205 rozhodčí: Vojtěch Severýn |
| Maršoun 39' Čaloun 48', 112' Turek 62' Skalický 97' Máca 100' |            | 31' Nátr 43' Frizoni 72' Stoch | Nespeky diváci: 205 rozhodčí: Vojtěch Severýn |

| 9. srpna 2023 18:00    |       |                                          |                                                                                           |
| SK Benátky nad Jizerou | 0 : 3 | SK ZÁPY                                  | Městský stadion Benátky nad Jizerou, Benátky nad Jizerou diváci: 270 rozhodčí: Josef Vnuk |
|                        |       | 9' Khrolenok 16' (pen.) Duben 90+1' Kubů | Městský stadion Benátky nad Jizerou, Benátky nad Jizerou diváci: 270 rozhodčí: Josef Vnuk |

| 15. srpna 2023 17:00 |       |                                                 |                                                                     |
| SK Jiskra Rýmařov    | 0 : 4 | FC HLUČÍN                                       | Stadion SK Jiskra Rýmařov, Rýmařov diváci: 270 rozhodčí: Jiří Slabý |
|                      |       | 26' Kovala 62' Buchvaldek 67' Moučka 73' Smékal | Stadion SK Jiskra Rýmařov, Rýmařov diváci: 270 rozhodčí: Jiří Slabý |

| 15. srpna 2023 17:30           |       |                  |                                                                         |
| FC ZLÍNSKO                     | 3 : 1 | FK Frýdek-Místek | Sportovní areál Trávníky, Otrokovice diváci: 168 rozhodčí: Zdeněk Silný |
| Pernatskyj 37' Chovan 53', 62' |       | 17' Janjuš       | Sportovní areál Trávníky, Otrokovice diváci: 168 rozhodčí: Zdeněk Silný |

| 15. srpna 2023 17:30 |       |                                                    |                                                                      |
| FK Šumperk           | 1 : 5 | Slezský FC Opava                                   | Městský stadion Šumperk, Šumperk diváci: 550 rozhodčí: Dalibor Černý |
| Stašák 53'           |       | 15' (pen.) Vaněček 22' Kadlec 37' Dostál 66' Rataj | Městský stadion Šumperk, Šumperk diváci: 550 rozhodčí: Dalibor Černý |

| 16. srpna 2023 17:00               |       |                                     |                                                                             |
| SFK Vrchovina Nové Město na Moravě | 1 : 3 | SK Líšeň 2019                       | Hřiště SFK Vrchovina, Nové Město na Moravě diváci: 355 rozhodčí: Petr Hocek |
| Batelka 38' (pen.)                 |       | 20' Lutonský 22' Vlasák 72' Matocha | Hřiště SFK Vrchovina, Nové Město na Moravě diváci: 355 rozhodčí: Petr Hocek |

| 16. srpna 2023 17:00     |       |                                  |                                                                             |
| FC ŽĎAS Žďár nad Sázavou | 0 : 3 | 1. SC Znojmo FK                  | Sportovní areál Bouchalky, Žďár nad Sázavou diváci: 330 rozhodčí: Jan Mayer |
|                          |       | 2', 16' Gomes Ferreira 74' Grgič | Sportovní areál Bouchalky, Žďár nad Sázavou diváci: 330 rozhodčí: Jan Mayer |

| 16. srpna 2023 17:00 |       |                  |                                                            |
| FC Strání            | 1 : 0 | FC Slovan Rosice | Stadion Strání, Strání diváci: 497 rozhodčí: David Šimoník |
| Miklovič 87'         |       |                  | Stadion Strání, Strání diváci: 497 rozhodčí: David Šimoník |

| 16. srpna 2023 17:30 |       |                                                          |                                               |
| SK Kosmonosy         | 1 : 4 | FK Varnsdorf                                             | Kosmonosy diváci: 410 rozhodčí: Daniel Vokoun |
| Fabián 44'           |       | 10' Rudnytskyj 72' Zálešák 82' (pen.) Kříž 86' Firbacher | Kosmonosy diváci: 410 rozhodčí: Daniel Vokoun |

| 16. srpna 2023 17:30 |            |             |                                                  |
| TJ Velké Hamry       | 2 : 1 (PP) | FK Přepeře  | Velké Hamry diváci: 350 rozhodčí: Karel Hanousek |
| Žitka 5' Linka 99'   |            | 82' Pavlata | Velké Hamry diváci: 350 rozhodčí: Karel Hanousek |

| 16. srpna 2023 18:00      |            |                                             |                                                                         |
| TJ Tatran Bohunice        | 2 : 4 (PP) | SK Hanácká Slavia Kroměříž                  | Stadion Tatran Bohunice, Brno-Bohunice diváci: 450 rozhodčí: Vít Zaoral |
| Sehnal 68' Doubravský 73' |            | 41' Votava 66' Machálek 102', 120' Chukwudi | Stadion Tatran Bohunice, Brno-Bohunice diváci: 450 rozhodčí: Vít Zaoral |

| 16. srpna 2023 18:00 |       |                           |                                                             |
| SK Benešov           | 1 : 2 | Povltavská FA             | U Konopiště, Benešov diváci: 181 rozhodčí: Miroslav Novotný |
| Pilík 22'            |       | 17' Drobílek 27' M. Novák | U Konopiště, Benešov diváci: 181 rozhodčí: Miroslav Novotný |

| 16. srpna 2023 18:00     |       |                 |                                                                              |
| RMSK Cidlina Nový Bydžov | 0 : 1 | SK Sparta Kolín | Městský stadion Nový Bydžov, Nový Bydžov diváci: 307 rozhodčí: Lukáš Vojtěch |
|                          |       | 84' Lehký       | Městský stadion Nový Bydžov, Nový Bydžov diváci: 307 rozhodčí: Lukáš Vojtěch |

| 16. srpna 2023 18:00 |       |          |                                            |
| TJ Spartak Soběslav  | 1 : 0 | FC Písek | Soběslav diváci: 457 rozhodčí: Roman Žurek |
| Hájek 74'            |       |          | Soběslav diváci: 457 rozhodčí: Roman Žurek |

| 22. srpna 2023 18:00 |       |            |                                                                 |
| SK Hranice           | 0 : 1 | SK Uničov  | Stadion SK Hranice, Hranice diváci: 318 rozhodčí: Simon Vejtasa |
|                      |       | 88' Vichta | Stadion SK Hranice, Hranice diváci: 318 rozhodčí: Simon Vejtasa |

| 23. srpna 2023 17:00      |       |                                             |                                                                             |
| TJ Jiskra Ústí nad Orlicí | 0 : 5 | FK VIKTORIA ŽIŽKOV                          | Sportovní areál TJ Jiskra, Ústí nad Orlicí diváci: 965 rozhodčí: Adam Trska |
|                           |       | 24', 39', 70' Štrombach 75' Hönig 81' Costa | Sportovní areál TJ Jiskra, Ústí nad Orlicí diváci: 965 rozhodčí: Adam Trska |

## 2. kolo
| 29. srpna 2023 17:00 |            |                                       |                                                  |
| TJ Velké Hamry       | 1 : 3 (PP) | SK Dynamo České Budějovice            | Velké Hamry diváci: 863 rozhodčí: Michael Kvítek |
| Roll 8'              |            | 50' Hais 115' Musa Alli 120+2' Suchan | Velké Hamry diváci: 863 rozhodčí: Michael Kvítek |

| 29. srpna 2023 17:00 |       |                                                              |                                                                  |
| SFK ELKO Holešov     | 0 : 7 | Slezský FC Opava                                             | Stadion Střelnice, Holešov diváci: 750 rozhodčí: Stanislav Volek |
|                      |       | 14', 74' Kopečný 30', 43' Dostál 70', 86' Rataj 85' Ondráček | Stadion Střelnice, Holešov diváci: 750 rozhodčí: Stanislav Volek |

| 29. srpna 2023 17:30 |       |                                                              |                                                                        |
| FC ZLÍNSKO           | 1 : 5 | MFK Vyškov                                                   | Sportovní areál Trávníky, Otrokovice diváci: 356 rozhodčí: Marek Bělák |
| Kašpárek 69'         |       | 6' Diallo 15' Červeň 38' O. Vintr 80' Metsoko 82' Kanakimana | Sportovní areál Trávníky, Otrokovice diváci: 356 rozhodčí: Marek Bělák |

| 29. srpna 2023 17:30 |       |                                                              |                                            |
| TJ Sokol Nespeky     | 1 : 6 | FC Vysočina Jihlava                                          | Nespeky diváci: 680 rozhodčí: Josef Krejsa |
| Turek 51'            |       | 20', 83' Tall 25' Franěk 30' Tureček 67' Sládek 80' Ogiomade | Nespeky diváci: 680 rozhodčí: Josef Krejsa |

| 29. srpna 2023 18:00 |       |                  |                                                                             |
| FC HLUČÍN            | 0 : 2 | FC Baník Ostrava | Městský fotbalový stadion Hlučín, Hlučín diváci: 2 175 rozhodčí: Vít Zaoral |
|                      |       | 35', 84' Almási  | Městský fotbalový stadion Hlučín, Hlučín diváci: 2 175 rozhodčí: Vít Zaoral |

| 30. srpna 2023 16:30 |       |                                                  |                                                                   |
| FK TŘINEC            | 1 : 4 | SK Sigma Olomouc                                 | Stadion Rudolfa Labaje, Třinec diváci: 592 rozhodčí: Filip Kotala |
| Dedič 45+1'          |       | 29' Juliš 50' Vodháněl 64' Breite 90+1' Navrátil | Stadion Rudolfa Labaje, Třinec diváci: 592 rozhodčí: Filip Kotala |

| 30. srpna 2023 17:00      |            |            |                                                         |
| TJ Jiskra Domažlice       | 2 : 0 (PP) | FK Příbram | Střelnice, Domažlice diváci: 607 rozhodčí: Jan Všetečka |
| Mužík 94' Rychnovský 107' |            |            | Střelnice, Domažlice diváci: 607 rozhodčí: Jan Všetečka |

| 30. srpna 2023 17:00 |       |                            |                                                            |
| FC Strání            | 1 : 2 | SK Hanácká Slavia Kroměříž | Stadion Strání, Strání diváci: 611 rozhodčí: Jana Adámková |
| Miklovič 26'         |       | 21' Červenka 39' Dočkal    | Stadion Strání, Strání diváci: 611 rozhodčí: Jana Adámková |

| 30. srpna 2023 17:00 |       |                                                                               |                                                             |
| TJ UNIE HLUBINA      | 0 : 8 | 1. FC Slovácko                                                                | Stadion Hlubina, Ostrava diváci: 945 rozhodčí: Jan Machálek |
|                      |       | 8', 66', 84' Brandner 12', 76' Mihálik 35' Vecheta 63' Kalabiška 82' Petržela | Stadion Hlubina, Ostrava diváci: 945 rozhodčí: Jan Machálek |

| 30. srpna 2023 17:00 |       |            |                                                                 |
| TJ Sokol Lanžhot     | 0 : 1 | FC Zlín    | Stadion Na Šlajsi, Lanžhot diváci: 1 671 rozhodčí: Jiří Julínek |
|                      |       | 86' Ndiaye | Stadion Na Šlajsi, Lanžhot diváci: 1 671 rozhodčí: Jiří Julínek |

| 30. srpna 2023 17:00 |       |                                                |                                                                                |
| FC Vsetín            | 0 : 4 | FC Zbrojovka Brno                              | Fotbalový stadion na Tyršově ulici, Vsetín diváci: 1 644 rozhodčí: Tomáš Batík |
|                      |       | 24' Koželuh 38' Fousek 39' Potočný 84' Divíšek | Fotbalový stadion na Tyršově ulici, Vsetín diváci: 1 644 rozhodčí: Tomáš Batík |

| 30. srpna 2023 17:00            |       |                         |                                                         |
| SK Sparta Kolín                 | 3 : 1 | FK Chlumec nad Cidlinou | Stadion FK Kolín, Kolín diváci: 260 rozhodčí: Aleš Mach |
| Jaroš 13' Sodoma 85' Slavík 92' |       | 37' Kneifel             | Stadion FK Kolín, Kolín diváci: 260 rozhodčí: Aleš Mach |

| 30. srpna 2023 17:30 |       |                                    |                                                                             |
| FK Baník Most - Souš | 0 : 3 | FK Pardubice                       | Fotbalový stadion Josefa Masopusta, Most diváci: 987 rozhodčí: Tomáš Ulrich |
|                      |       | 33' Helešic 82' Pikul 84' Matoušek | Fotbalový stadion Josefa Masopusta, Most diváci: 987 rozhodčí: Tomáš Ulrich |

| 30. srpna 2023 17:30                  |       |                                      |                                                                                        |
| SK Sokol Brozany                      | 3 : 4 | FK Teplice                           | Hlavní stadion SK Sokol Brozany, Brozany nad Ohří diváci: 1 430 rozhodčí: Karel Rouček |
| Krátký 7' Jindráček 21' Novotný 90+3' |       | 20', 76' Yasser 32' Mičevič 47' Fila | Hlavní stadion SK Sokol Brozany, Brozany nad Ohří diváci: 1 430 rozhodčí: Karel Rouček |

| 30. srpna 2023 18:00           |       |                          |                                                                  |
| FK Mladá Boleslav              | 4 : 2 | FK VIAGEM Ústí nad Labem | Lokotrans aréna, Mladá Boleslav diváci: 357 rozhodčí: Jan Petřík |
| Mašek 6', 88' Mareček 44', 52' |       | 83' Tarasenko 84' Trenda | Lokotrans aréna, Mladá Boleslav diváci: 357 rozhodčí: Jan Petřík |

| 5. září 2023 17:00  |       |                                                  |                                                                          |
| 1. SC Znojmo FK     | 2 : 4 | 1. SK Prostějov                                  | Městský stadion v Horním parku, Znojmo diváci: 300 rozhodčí: Marek Bělák |
| De Almeida 55', 76' |       | 38' Jaroň 70' Slaměna 84' Bartolomeu 85' Habusta | Městský stadion v Horním parku, Znojmo diváci: 300 rozhodčí: Marek Bělák |

| 5. září 2023 17:00 |       |                                                 |                                                                |
| FK Admira Praha    | 1 : 5 | FK Jablonec                                     | Stadion v Kobylisích, Praha diváci: 550 rozhodčí: Marek Radina |
| Burýšek 58'        |       | 6', 62' Alégue 47', 48' Chramosta 52' Tekijaški | Stadion v Kobylisích, Praha diváci: 550 rozhodčí: Marek Radina |

| 6. září 2023 16:30 |       |             |                                                            |
| SK Uničov          | 1 : 0 | MFK Karviná | Areál SK Uničov, Uničov diváci: 864 rozhodčí: Jan Machálek |
| David 28'          |       |             | Areál SK Uničov, Uničov diváci: 864 rozhodčí: Jan Machálek |

| 6. září 2023 17:00 |       |                                  |                                                       |
| FK Loko Vltavín    | 0 : 3 | FK Dukla Praha                   | U průhonu, Praha 7 diváci: 527 rozhodčí: Tomáš Ulrich |
|                    |       | 31', 66' M. Douděra 50' Červenka | U průhonu, Praha 7 diváci: 527 rozhodčí: Tomáš Ulrich |

| 6. září 2023 17:00           |       |                                         |                                             |
| TJ Spartak Soběslav          | 2 : 4 | FC Hradec Králové                       | Soběslav diváci: 1 107 rozhodčí: Adam Trska |
| Vítovec 45+2' Dumbrovský 55' |       | 15' Harazim 31', 87' Šašinka 77' Čmelík | Soběslav diváci: 1 107 rozhodčí: Adam Trska |

| 6. září 2023 17:00    |       |                          |                                                                            |
| FK Arsenal Česká Lípa | 1 : 2 | MFK Chrudim              | Městský stadion u Ploučnice, Česká Lípa diváci: 750 rozhodčí: Karel Rouček |
| Kazda 65'             |       | 80' Řezníček 90+1' Hájek | Městský stadion u Ploučnice, Česká Lípa diváci: 750 rozhodčí: Karel Rouček |

| 6. září 2023 17:00 |       |                             |                                          |
| SK PETŘÍN PLZEŇ    | 0 : 1 | FC VIKTORIA Mariánské Lázně | Plzeň diváci: 670 rozhodčí: Zdeněk Mudra |
|                    |       | 49' Kapolka                 | Plzeň diváci: 670 rozhodčí: Zdeněk Mudra |

| 6. září 2023 17:00    |       |              |                                                                  |
| SK Kladno             | 2 : 1 | FK Varnsdorf | Stadion Františka Kloze, Kladno diváci: 720 rozhodčí: Petr Hocek |
| Eichler 20' Šnobl 90' |       | 37' Podzimek | Stadion Františka Kloze, Kladno diváci: 720 rozhodčí: Petr Hocek |

| 6. září 2023 17:00 |            |                        |                                                                      |
| FC Hlinsko         | 1 : 2 (PP) | SK Líšeň 2019          | Sportovní areál Olšinky, Hlinsko diváci: 550 rozhodčí: Dominik Starý |
| Otradovský 97'     |            | 98' Pašek 112' Polášek | Sportovní areál Olšinky, Hlinsko diváci: 550 rozhodčí: Dominik Starý |

| 6. září 2023 17:00 |       |                   |                                                         |
| SK ZÁPY            | 1 : 0 | FC SILON Táborsko | Teletník arena, Zápy diváci: 235 rozhodčí: Josef Krejsa |
| Kavalír 53'        |       |                   | Teletník arena, Zápy diváci: 235 rozhodčí: Josef Krejsa |

| 6. září 2023 17:00 |       |                                                               |                                                                            |
| Povltavská FA      | 1 : 6 | FK VIKTORIA ŽIŽKOV                                            | Fotbalový stadion Štěchovice, Štěchovice diváci: 320 rozhodčí: Tomáš Klíma |
| Novák 49'          |       | 2' Prošek 6' Štrombach 23' Hönig 38' Sixta 69' Vais 80' Finěk | Fotbalový stadion Štěchovice, Štěchovice diváci: 320 rozhodčí: Tomáš Klíma |

| 20. září 2023 16:00 |            |                            |                                                 |
| TJ Slovan Velvary   | 1 : 1 (PP) | FC Sellier & Bellot Vlašim | Velvary diváci: 400 rozhodčí: Vojtěch Opočenský |
| Jakab 17'           |            | 1' Lacík                   | Velvary diváci: 400 rozhodčí: Vojtěch Opočenský |

|  |       | Penaltový rozstřel |
|  | 5 : 4 |                    |

## 3. kolo
| 26. září 2023 16:00 |       |                      |                                                                     |
| SK Kladno           | 0 : 2 | FC Slovan Liberec    | Stadion Františka Kloze, Kladno diváci: 1 810 rozhodčí: Tomáš Klíma |
|                     |       | 80' Horský 85' Tupta | Stadion Františka Kloze, Kladno diváci: 1 810 rozhodčí: Tomáš Klíma |

| 26. září 2023 17:00                             |       |                          |                                                                    |
| FK Mladá Boleslav                               | 4 : 2 | 1. SK Prostějov          | Lokotrans aréna, Mladá Boleslav diváci: 516 rozhodčí: Tomáš Ulrich |
| Júsuf 39', 45+2' (pen.) Poulolo 73' Pulkrab 87' |       | 17' Zapletal 88' Slaměna | Lokotrans aréna, Mladá Boleslav diváci: 516 rozhodčí: Tomáš Ulrich |

| 27. září 2023 15:30 |            |              |                                                         |
| TJ Jiskra Domažlice | 1 : 1 (PP) | FK Jablonec  | Střelnice, Domažlice diváci: 873 rozhodčí: Karel Rouček |
| F. Dvořák 34'       |            | 84' Náprstek | Střelnice, Domažlice diváci: 873 rozhodčí: Karel Rouček |

|  |       | Penaltový rozstřel |
|  | 4 : 5 |                    |

| 27. září 2023 15:30 |            |              |                                             |
| TJ Slovan Velvary   | 1 : 1 (PP) | FK Pardubice | Velvary diváci: 440 rozhodčí: Daniel Vokoun |
| Jakab 90+1'         |            | 74' Sychra   | Velvary diváci: 440 rozhodčí: Daniel Vokoun |

|  |       | Penaltový rozstřel |
|  | 5 : 4 |                    |

| 27. září 2023 15:30                        |       |                         |                                                                 |
| Slezský FC Opava                           | 3 : 2 | FC Zbrojovka Brno       | Městský stadion Opava, Opava diváci: 1 325 rozhodčí: Vít Zaoral |
| Helebrand 15' Blecha 21' (pen.) Yahaya 37' |       | 41' Alijagić 86' Kronus | Městský stadion Opava, Opava diváci: 1 325 rozhodčí: Vít Zaoral |

| 27. září 2023 15:30 |       |                             |                                                              |
| SK ZÁPY             | 1 : 2 | FC Baník Ostrava            | Teletník arena, Zápy diváci: 1 150 rozhodčí: Ondřej Pechanec |
| Woitek 65'          |       | 39' Madleňák 90+7' Frydrych | Teletník arena, Zápy diváci: 1 150 rozhodčí: Ondřej Pechanec |

| 27. září 2023 16:00        |       |                        |                                                                         |
| SK Hanácká Slavia Kroměříž | 0 : 2 | SK Slavia Praha        | Stadion Jožky Silného, Kroměříž diváci: 4 197 rozhodčí: Stanislav Volek |
|                            |       | 35' Jurásek 56' Chytil | Stadion Jožky Silného, Kroměříž diváci: 4 197 rozhodčí: Stanislav Volek |

| 27. září 2023 16:00 |       |            |                                                                         |
| MFK Vyškov          | 1 : 0 | FK Teplice | Sportovní areál Drnovice, Drnovice diváci: 1 830 rozhodčí: Jan Machálek |
| Vintr 37'           |       |            | Sportovní areál Drnovice, Drnovice diváci: 1 830 rozhodčí: Jan Machálek |

| 27. září 2023 16:00 |       |                 |                                                         |
| SK Líšeň 2019       | 0 : 1 | AC Sparta Praha | Areál SK Líšeň, Brno diváci: 1 735 rozhodčí: Jan Petřík |
|                     |       | 48' Ševčík      | Areál SK Líšeň, Brno diváci: 1 735 rozhodčí: Jan Petřík |

| 27. září 2023 18:00                    |       |                                                 | |
| 1. FC Slovácko                         | 3 : 4 | FK Dukla Praha                                  | Městský fotbalový stadion Miroslava Valenty, Uherské Hradiště diváci: 3 392 rozhodčí: Filip Kotala |
| Juroška 43' Siňavskij 45+1' Srubek 79' |       | 4' Buchvaldek 56' Škoda 73' Kozel 90+3' Douděra | Městský fotbalový stadion Miroslava Valenty, Uherské Hradiště diváci: 3 392 rozhodčí: Filip Kotala |

| 27. září 2023 18:00 |       |                   |                                                                       |
| FC Vysočina Jihlava | 0 : 1 | FC Hradec Králové | Stadion v Jiráskově ulici, Jihlava diváci: 832 rozhodčí: Jan Všetečka |
|                     |       | 72' Hais          | Stadion v Jiráskově ulici, Jihlava diváci: 832 rozhodčí: Jan Všetečka |

| 10. října 2023 17:00       |       |             |                                                                                         |
| SK Dynamo České Budějovice | 2 : 0 | MFK Chrudim | Fotbalový stadion Střelecký ostrov, České Budějovice diváci: 563 rozhodčí: Marek Radina |
| Suchan 12', 86'            |       |             | Fotbalový stadion Střelecký ostrov, České Budějovice diváci: 563 rozhodčí: Marek Radina |

| 11. října 2023 15:00 |       |                         |                                                               |
| SK Uničov            | 1 : 2 | FC Zlín                 | Areál SK Uničov, Uničov diváci: 940 rozhodčí: Stanislav Volek |
| Krč 4'               |       | 58' Žák 76' Vukadinović | Areál SK Uničov, Uničov diváci: 940 rozhodčí: Stanislav Volek |

| 11. října 2023 15:30 |       |                                                         |                                                                |
| SK Sparta Kolín      | 1 : 7 | Bohemians Praha 1905                                    | Stadion FK Kolín, Kolín diváci: 2 000 rozhodčí: Michael Kvítek |
| Neuberg 39'          |       | 7', 33', 81' (pen.) Kozák 52', 67', 85' Mužík 57' Hrubý | Stadion FK Kolín, Kolín diváci: 2 000 rozhodčí: Michael Kvítek |

| 11. října 2023 18:00 |       |                  |                                                                       |
| FK VIKTORIA ŽIŽKOV   | 0 : 1 | SK Sigma Olomouc | Stadion FK Viktoria Žižkov, Žižkov diváci: 1 310 rozhodčí: Jan Petřík |
|                      |       | 24' Fortelný     | Stadion FK Viktoria Žižkov, Žižkov diváci: 1 310 rozhodčí: Jan Petřík |

| 12. října 2023 16:00        |        |                                                                                       |                                                                                |
| FC VIKTORIA Mariánské Lázně | 0 : 10 | FC Viktoria Plzeň                                                                     | Sportovní areál Viktoria, Mariánské Lázně diváci: 2 721 rozhodčí: Tomáš Ulrich |
|                             |        | 9' (pen.) Sýkora 31', 56', 63' Vydra 35', 70', 84' Traoré 66' Vlkanova 81', 89' Kopic | Sportovní areál Viktoria, Mariánské Lázně diváci: 2 721 rozhodčí: Tomáš Ulrich |

## Osmifinále
| 1. listopadu 2023 13:30         |       |             |                                                          |
| FK Dukla Praha                  | 3 : 1 | MFK Vyškov  | Stadion Juliska, Praha diváci: 573 rozhodčí: Tomáš Klíma |
| Buchvaldek 62', 71', 74' (pen.) |       | 38' Němeček | Stadion Juliska, Praha diváci: 573 rozhodčí: Tomáš Klíma |

| 1. listopadu 2023 16:30 |       |                   |                                                                 |
| FC Slovan Liberec       | 1 : 0 | FK Mladá Boleslav | Stadion U Nisy, Liberec diváci: 1 227 rozhodčí: Stanislav Volek |
| Horský 90+1'            |       |                   | Stadion U Nisy, Liberec diváci: 1 227 rozhodčí: Stanislav Volek |

| 1. listopadu 2023 17:30 |       |                     |                                                   |
| Bohemians Praha 1905    | 1 : 2 | AC Sparta Praha     | Ďolíček, Praha diváci: 5 012 rozhodčí: Jan Petřík |
| Kadlec 22'              |       | 52' Sejk 69' Ševčík | Ďolíček, Praha diváci: 5 012 rozhodčí: Jan Petřík |

| 1. listopadu 2023 17:30 |       |            |                                                                                      |
| FC Baník Ostrava        | 0 : 1 | FC Zlín    | Městský stadion v Ostravě-Vítkovicích, Ostrava diváci: 5 062 rozhodčí: Dominik Starý |
|                         |       | 40' Reiter | Městský stadion v Ostravě-Vítkovicích, Ostrava diváci: 5 062 rozhodčí: Dominik Starý |

| 16. listopadu 2023 15:00 |       |                        |                                                               |
| SK Sigma Olomouc         | 1 : 3 | FC Viktoria Plzeň      | Andrův stadion, Olomouc diváci: 4 066 rozhodčí: Dalibor Černý |
| Breite 7'                |       | 17' Cadu 20', 72' Šulc | Andrův stadion, Olomouc diváci: 4 066 rozhodčí: Dalibor Černý |

| 16. listopadu 2023 17:00   |       |                                |                                                                                            |
| SK Dynamo České Budějovice | 1 : 2 | FK Jablonec                    | Fotbalový stadion Střelecký ostrov, České Budějovice diváci: 712 rozhodčí: Ondřej Pechanec |
| Osmančík 41'               |       | 38' (pen.) Kratochvíl 58' Nikl | Fotbalový stadion Střelecký ostrov, České Budějovice diváci: 712 rozhodčí: Ondřej Pechanec |

| 17. listopadu 2023 13:00 |       |                  |                                             |
| TJ Slovan Velvary        | 1 : 2 | Slezský FC Opava | Velvary diváci: 1 000 rozhodčí: Tomáš Klíma |
| Jakab 56'                |       | 23', 83' Rataj   | Velvary diváci: 1 000 rozhodčí: Tomáš Klíma |

| 6. prosince 2023 18:00 |            |                              |                                                                          |
| FC Hradec Králové      | 0 : 2 (PP) | SK Slavia Praha              | Malšovická aréna, Hradec Králové diváci: 7 608 rozhodčí: Ondřej Pechanec |
|                        |            | 109' Wallem 120+1' van Buren | Malšovická aréna, Hradec Králové diváci: 7 608 rozhodčí: Ondřej Pechanec |

## Čtvrtfinále
| 25. února 2024 14:00      |       |                |                                                                     |
| Slezský FC Opava          | 2 : 0 | FK Dukla Praha | Městský stadion Opava, Opava diváci: 3 125 rozhodčí: Michael Kvítek |
| Blecha 35' Přichystal 38' |       |                | Městský stadion Opava, Opava diváci: 3 125 rozhodčí: Michael Kvítek |

| 28. února 2024 17:00       |            |                   |                                                        |
| FC Zlín                    | 2 : 1 (PP) | FC Slovan Liberec | Stadion Letná, Zlín diváci: 2 466 rozhodčí: Vít Zaoral |
| Schánělec 11' Janetzký 91' |            | 83' Purzitidis    | Stadion Letná, Zlín diváci: 2 466 rozhodčí: Vít Zaoral |

| 28. února 2024 18:00  |            |                                       |                                                            |
| SK Slavia Praha       | 2 : 3 (PP) | AC Sparta Praha                       | Fortuna Arena, Praha diváci: 19 370 rozhodčí: Karel Rouček |
| Schranz 39' Diouf 48' |            | 55', 70' Olatunji 113' (pen.) Karabec | Fortuna Arena, Praha diváci: 19 370 rozhodčí: Karel Rouček |

| 2. dubna 2024 18:00 |       |                                          |                                                                            |
| FK Jablonec         | 0 : 3 | FC Viktoria Plzeň                        | Stadion Střelnice, Jablonec nad Nisou diváci: 2 011 rozhodčí: Marek Radina |
|                     |       | 34' (vl.) Tekijaški 37' Kopic 65' Souaré | Stadion Střelnice, Jablonec nad Nisou diváci: 2 011 rozhodčí: Marek Radina |

## Semifinále
| 3. dubna 2024 18:00 |       |                         |                                                                 |
| Slezský FC Opava    | 0 : 2 | AC Sparta Praha         | Městský stadion Opava, Opava diváci: 6 583 rozhodčí: Petr Hocek |
|                     |       | 44' Kuchta 80' Olatunji | Městský stadion Opava, Opava diváci: 6 583 rozhodčí: Petr Hocek |

| 24. dubna 2024 18:00        |       |         |                                                          |
| FC Viktoria Plzeň           | 3 : 0 | FC Zlín | Doosan Arena, Plzeň diváci: 7 584 rozhodčí: Karel Rouček |
| 6' Chorý 32' Červ 58' Chorý |       |         | Doosan Arena, Plzeň diváci: 7 584 rozhodčí: Karel Rouček |

## Finále
| 22. května 2024 18:00 |       |                                  |                                                           |
| FC Viktoria Plzeň     | 1 : 2 | AC Sparta Praha                  | Doosan Arena, Plzeň diváci: 10 647 rozhodčí: Ondřej Berka |
| Chorý 87'             |       | 79' (vl.) Dweh 90+1' Birmančević | Doosan Arena, Plzeň diváci: 10 647 rozhodčí: Ondřej Berka |

Během finálového zápasu došlo k násilnostem, při nichž se na fotbalovém hřišti napadly desítky fanoušků obou týmů.